# Wilhelm Grün
Wilhelm Grün (* 26. Februar 1959 in Gangelt) ist ein Generalmajor des Heeres der Bundeswehr und seit September 2022 Deputy Chief of Staff Support im Allied Joint Force Command Naples.

## Militärische Laufbahn

### Ausbildung und erste Verwendungen
Grün trat im Juli 1978 nach seinem Abitur als Offizieranwärter der Panzergrenadiertruppe in den Dienst der Bundeswehr ein. Nach Beendigung der ersten Ausbildungsabschnitte wurde er im Herbst 1979 zur Universität der Bundeswehr Hamburg versetzt und nahm das Studium der Wirtschafts- und Organisationswissenschaften auf. Während des Studiums wurde er zum 1. Juli 1981 zum Leutnant ernannt. 1983 schloss er das Studium als Diplom-Kaufmann ab und wurde zum Panzergrenadierbataillon 342 nach Koblenz versetzt. Dort wurde er zunächst als Zugführer, später im Stab des Bataillons als Leiter der Stabsabteilungen S2 und S6 eingesetzt. Seine Ernennung zum Oberleutnant erfolgte zum 1. Juli 1984. Im gleichen Bataillon wurde er 1986 Chef der 2. Kompanie, in dieser Verwendung erfolgte zum 1. April 1987 die Beförderung zum Hauptmann.

### Generalstabsausbildung und Dienst als Stabsoffizier
Von 1990 bis 1992 absolvierte Grün den 33. Generalstabslehrgang an der Führungsakademie der Bundeswehr in Hamburg. Nach diesem Lehrgang verblieb er, mit Ernennung zum Major, an der Führungsakademie und wurde dort als „G3 Fachbereich Führungslehre Heer“ eingesetzt. Im Anschluss daran folgte 1994 eine Verwendung als G2 beim Hauptquartier der Alliierten Landstreitkräfte Schleswig-Holstein und Jütland (LANDJUT) in Rendsburg und am 1. Oktober 1995 wurde Grün Oberstleutnant. 1996 folgte ein einjähriger Lehrgang in der Schweiz als Teilnehmer des „11th International Training Course on Security Policy“ am Genfer Zentrum für Sicherheitspolitik (GCSP).
Zurück in Deutschland übernahm er 1997 das Kommando über das Panzergrenadierbataillon 192 in Ahlen, bevor er 1999 beim Bundesministerium der Verteidigung (BMVg) in Berlin im Führungsstab der Streitkräfte als Referent und stellvertretender Leiter des Referates III 1 „Militärpolitische Grundlagen und bilaterale Beziehungen“ eingesetzt wurde. 2001 folgte eine weitere Verwendung beim BMVg in Berlin als Adjutant (Heer) des Generalinspekteurs der Bundeswehr. Nach dieser Verwendung führte ihn sein Weg 2002 zurück nach Hamburg zur Führungsakademie der Bundeswehr, wo Grün Dozent „Konzeptionelle Grundlagen/Einsatzführung Landstreitkräfte“ und stellvertretender Leiter des Fachbereichs Führungslehre Heer wurde. In dieser Verwendung wurde er zum 1. März 2003 zum Oberst befördert. Im Anschluss daran wechselte er auf die Bonner Hardthöhe als Referatsleiter III 1 „Grundsatzangelegenheiten Truppenführung/Übungen/Multinationale Zusammenarbeit Heer“ im Führungsstab des Heeres.

### Generalsverwendungen
Am 18. Juli 2007 erhielt Grün erneut ein Truppenkommando und wurde Kommandeur der Panzerlehrbrigade 9 in Munster. Er wurde mit Wirkung zum 1. Februar 2008 zum Brigadegeneral ernannt. Dieses Kommando gab er am 17. September 2010 an Bernd Schütt ab. Grün übernahm die Aufgaben des im Rahmen der neuen NATO-Kommandostruktur eingerichteten Dienstpostens Branchhead Joint Plans im Joint Force Command Lisbon in Lissabon. Von Januar 2013 bis Juli 2016 war Grün Chef des Stabes für Operationen im LANDCOM HQ Izmir (Türkei). Von 20. Juli 2016 bis 11. Juli 2019 war Grün, unter Beförderung zum Generalmajor,  Kommandeur des NATO Joint Force Training Centre in Bydgoszcz (Polen). Grün wurde als Nachfolger von Konteradmiral Jan Christian Kaack Abteilungsleiter Einsatz im Kommando Streitkräftebasis auf der Hardthöhe in Bonn. Zum 1. April 2021 wurde er, als Nachfolger von Generalmajor Stefan Linus Fix, Chef des Stabes des Kommandos. Auf diesem Dienstposten wurde er im September 2022 von Brigadegeneral Stefan Lüth abgelöst. Grün wurde Deputy Chief of Staff Support im Allied Joint Force Command Naples.

## Privates
Grün ist verheiratet und hat drei Kinder.